# 伊豆国造
伊豆国造（いずのくにみやつこ・いずこくぞう）は、伊豆国を支配した国造。

## 概要

### 祖先
- 『先代旧事本紀』「国造本紀」には、物部連の祖・天蕤桙命の8世孫の若建命が神功皇后朝に伊豆国造に任じられたと伝わる。
- 比波預天神社の社伝によると、伊豆国造遠祖の加理波夜須多祁比波預命は三島溝橛耳神の長子とされる。

### 氏族
国造の本来の氏姓は不明であるが伊豆氏（いずうじ、姓は直）であったと推測される。

## 本拠
不明であるが、古墳の造営が初め（5世紀後半）に始まったのはのちの田方郡である。

### 支配領域
のちの伊豆国全域で、現在の静岡県伊豆半島。

## 氏神
旧田方郡にあり伊豆国一宮の三嶋大社（みしまたいしゃ）か。社家は国造の後裔である矢田部氏が務めた。

### 墓
- 向山古墳群
三島市に存在する古墳群で、前方後円墳2基と円墳14基で構成される。前方後円墳の3号墳は全長21メートルで6世紀の築造、16号墳は全長68メートルの規模を誇り、4世紀の築造とされる。
- 瓢箪山古墳
函南町に存在する全長87メートルの前方後円墳で、古墳時代前期（4世紀）の築造とされる。
- 駒形古墳
伊豆の国市に存在する前方後円墳で、古墳時代後期の築造。現在は前方部が削平されているが、かつて大刀が出土した。

## 子孫
- 日下部益人
奈良時代の地方豪族。伊豆国造伊豆直の姓を賜る[2]。
- 伊豆乎美奈
奈良時代の官人。従五位下。